# 怪樂的不得了
《怪樂的不得了》是美國創作歌手比莉·艾利什的第二張錄音室專輯，於2021年7月30日由黑房唱片與新視鏡唱片發行。專輯為她於2019年發行的首張專輯《當我們睡了 怪事發生了》的後續作品，收錄先行單曲〈我的未來〉、〈我思故我在〉、〈你的權力〉、〈無可救藥〉跟〈保密協議〉。

## 發行背景
比莉·艾利什於2019年發行首張錄音室專輯《當我們睡了 怪事發生了》。專輯取得商業成功，包括在發行首週空降美國《告示牌》二百強專輯榜冠軍，並於其後獲美國唱片業協會認證為三白金唱片。專輯亦贏得「格林美獎年度專輯」，艾利什憑著專輯與主打單曲〈Bad Guy〉一共贏得五項格林美獎。其後艾利什亦在2019年發行了單曲〈Everything I Wanted〉，歌曲最高登上美國《告示牌》百強單曲榜第8位，並贏得「格林美獎年度製作」。
2020年1月，艾利什在採訪中提及年內將會開始製作她的第二張錄音室專輯。艾利什的兄長菲尼亞斯·奧康奈爾於3月確認消息，指作品將會跟艾利什的首張專輯一樣「有著純粹的意向」，並繼續製作他們會「現場演奏」的音樂。艾利什於2020年7月30日發行專輯的主打單曲〈我的未來〉，比專輯的發行日剛好早一年，歌曲發行首週空降《告示牌》百強單曲榜第6位。專輯的第二首單曲〈我思故我在〉於同年11月發行，並登上排行榜亞軍位置。2021年1月，艾利什指專輯「完全像我想像般的一樣」，不想改變它的任何一處。她的紀錄片《怪奇比莉：我眼中的迷濛世界》在翌月公開。同年2月，艾利什確認專輯將會收錄16首歌曲。兩個月後，她開始暗示即將發行新音樂作品，其後於2021年4月26日在Instagram上傳早前曾在紀錄片出現的歌曲〈怪樂的不得了〉15秒片段，並同時公開歌曲的名稱。
2021年4月27日，多個城市出現帶有專輯名稱與發行日期的看板，艾利什於其後確認專輯的名稱為《怪樂的不得了》。專輯預定於2021年7月30日發行。4月28日，艾利什確認專輯的第三首單曲〈你的權力〉與它的音樂錄影帶於翌日發行。6月2日，〈無可救藥〉作為專輯的第四首單曲發行 。第五首單曲〈保密協議〉於7月9日與音樂錄影帶一起發行〈怪樂的不得了〉於7月30日伴隨著專輯發行，它的音樂錄影帶也於當日發行。

## 錄製
《怪樂的不得了》是在菲尼亞斯位於洛杉磯住宅地下室的家庭錄音室錄製的。 根據比莉的說法，錄製時間為 2020 年 4 月 1 日至 2021 年 2 月 16 日，每周安排一次，從〈我的未來〉開始，以〈激素〉結尾。 〈怪樂的不得了〉是她從唱片中創作的第一首歌曲，可以追溯到她的《当我们睡了世界巡回演唱会》的歐洲站。
比莉透露，《怪樂的不得了》的創作過程感覺「非常自然」，與她之前那些讓她一直感到焦慮和壓力的項目不同。 在早期的作品中，比莉也總覺得她不夠好，根本沒有才華，但後來她對她的技術有了更多的信心。 根據比莉的說法，她的唱片公司沒有對專輯進行任何投入， 與她的首張專輯《當我們睡了 怪事發生了》不同，她在創作《當我們睡了 怪事發生了》時，她在截止日期、不斷的會議和「對一個明星即將誕生的期望」中感到壓力，所有這些她都「名副其實地討厭」。
在接受Vevo採訪時，比莉稱她想創作「一張非常永恆的唱片」，主要是受到她從小聽過的爵士歌手的啟發，例如茱莉·倫敦、佩姬李和法蘭克·辛納屈。 她還說專輯中的歌曲「無處不在，我認為非常多才多藝，彼此不同，但也非常有凝聚力」，這是她最大的目標之一。 她在工作室會議期間的另一個目標是給她的粉絲和她自己一個驚喜。 她的目標是在創作過程中跳脫舒適圈，〈保密協議〉為不是在她的「舒適圈」中製作的歌曲的例子。比莉認為自我反省是這張專輯背後最大的靈感來源， 並在發行前透露「這張專輯中幾乎沒有一首歌是快樂的」。 她注意到〈男性幻想〉是一首「幾乎是自然產生」的歌曲，並幫助她意識到她以前沒有處理過的感覺。

## 詞曲
在音樂上，《怪樂的不得了》是一種柔和的、流行 、電子流行、缓拍音乐 、和爵士流行專輯， 融合了節奏藍調、鐵克諾、鄉村、巴薩諾瓦、睡房音樂 、神遊舞曲、民謠 、電子音樂、陷阱音樂、和 1990 年代的文雅流行 。包括慢速的火炬歌曲，帶有內斂的、簡約音樂、原聲吉他、精緻的合成器和嘈雜的節拍。歌詞講述了年輕女性在娛樂業面臨的鬥爭，名譽、明星、情感虐待、權力鬥爭、不信任 和厭女症，被比莉的自我意識所灌輸 。

### 歌曲
序曲〈長大〉是一首關於虐待的歌曲，寫起來「特別令人痛心」。這首歌涉及性脅迫。第二首歌曲〈我沒換號碼〉，以沉重的節拍為特色 。第三首歌曲〈比莉巴莎諾瓦〉呈現「比莉更成熟的一面」。第四首歌曲〈我的未來〉以緩慢的合成民謠開始，「過渡到悠閒的放克律動」 。在歌詞上，這首歌是關於自我發現的。第五首歌曲〈激素〉是一首鐵克諾歌曲。第六首歌曲〈黃金翅膀〉在整首歌中循環播放了無伴奏合唱。第八首歌曲〈哈雷彗星〉是一首民謠，包含人聲、輕聲合成器和倒拍。第九首歌曲〈不干我的事〉是一段口語詞和氣氛音樂伴奏的插曲，在比莉的《怪事發生了世界巡回演唱会》中首次出現。
〈不干我的事〉過渡到第十首歌曲〈過熱〉，該曲目對〈不干我的事〉的製作進行了採樣，並探索了社交媒體時代的明星地位 。第十一首歌曲〈無人倖免〉是一首另類流行民謠，由黑暗的合成器和輕柔的吉他彈奏驅動，比莉的聲音再次脫穎而出 。第十二首歌曲〈你的權力〉是一首關於性虐待和被的伴侶利用的輕柔民謠 。第十三首歌曲〈保密協議〉討論了她因為聲名鵲起而在生活中缺乏隱私的問題，這首歌的黑暗電子流行音樂節拍過渡到第十四首歌曲〈我思故我在〉，在歌詞上，這首歌反擊了她的仇恨者和批評者。第十五首歌曲〈怪樂的不得了〉是一首搖滾歌劇歌曲。它被描述為以「一首憂鬱的分手歌曲」開始，然後進入「電吉他驅動的憤怒」，它被認為是專輯的亮點。

## 宣傳與發行
《怪樂的不得了》在發行之前有五首先行單曲，所有單曲都進入了美國 告示牌百大單曲榜 排行榜的前 40 名：〈我的未來〉、〈我思故我在〉、〈你的權力〉、〈無可救藥〉跟〈保密協議〉，其中第一首在專輯發行前一年發行。
專輯於2021年7月30日發行。它有多種實體專輯格式，例如八種不同顏色的黑膠唱片，包括亞馬遜、獨立唱片行、目標百貨、Urban Outfitters和沃爾瑪的零售獨家唱片，十種CD版本，包括獨立唱片行的親筆簽名CD，一種版本帶有由比莉手繪的備用包裝、三種高級盒裝套裝、一種附贈海報的目標百貨獨家版本以及多種卡式錄音帶版本，包括一個豪華套裝。7 月 22 日，比莉透露了9月3日在Disney+上發行的演唱會電影，名為《怪樂的不得了：致洛杉磯的情書》，由勞勃·羅里葛茲和Patrick Osborne執導。為了在英國宣傳這張專輯，7 月 31 日，英國廣播公司第一台播出了名為〈Billie Eilish: Up Close〉的電視特別節目，同時比莉在現場客廳首次亮相。8月9日，比莉與吉米·法倫在吉米·法伦今夜秀中表演了〈怪樂的不得了〉。

## 專業評價
| 綜合得分             | 綜合得分 |
| 來源                 | 評分     |
| -------------------- | -------- |
|                      | 8.3/10   |
|                      | 86/100   |
| 評論得分             |          |
| 來源                 | 評分     |
| AllMusic             | [ 48 ]   |
| 影音俱樂部           | B+       |
| DIY                  | [ 49 ]   |
| 娱乐周刊             | B+       |
| 衛報                 | [ 50 ]   |
| 獨立報               | [ 51 ]   |
| The Line of Best Fit | 6/10     |
| 新音樂快遞           | [ 53 ]   |
| Pitchfork            | 7.6/10   |
| 滾石                 | [ 55 ]   |

一經發行，《怪樂的不得了》獲得了樂評的普遍好評，他們欽佩其對青少年明星的堅決描繪與其柔和的聲音形成鮮明對比。Metacritic綜合26家樂評給予了專輯86分的評分，為「普遍讚譽」。
《新音樂快遞》 的編輯El Hunt稱讚這張專輯證明了比莉是「她這一代最重要的流行藝術家之一」，並寫道此專輯比她的首張專輯「更柔和」和「低調得多」。《衛報》的Alexis Petridis注意到《怪樂的不得了》中「一致偉大」的旋律和人聲，「不那麼浮華」的作品，觀察到「更陰鬱」的語氣 。《偏鋒》的Sal Cinquemani覺得這張專輯比比莉的首張專輯更「聲音多樣化」，超越了其首張專輯的神遊舞曲和陷阱元素。《每日電訊報》的尼爾·麥柯米克稱《怪樂的不得了》為「深夜獨自在臥室裡受折磨的青少年的聲音」，歌詞「精闢」，且比莉的歌聲「細膩」。
《愛爾蘭時報》的路易斯·布魯頓稱這張專輯描述了「成為名人和青少年的限制和剝削。」 為《滾石》寫作的羅伯·薛菲德稱其為「徹頭徹尾的英雄主義」、「黑暗、痛苦、懺悔的專輯，比莉選擇不適應美國心愛的古怪小妹妹的角色。」《伦敦旗帜晚报》的大衛·史密斯稱讚專輯製作的風格和非主流吸引力 。《Clash》的羅賓·莫瑞稱《怪樂的不得了》是「微妙進化的作品」和「相當複雜的記錄」。
《綜藝》的Chris Willman強調了專輯的「敏銳觀察」、「自我意識幽默」和「後名人自我意識」 。《i》的莎拉·卡森將這張專輯標記為「偉大的、低調的、哲學的」項目，傾向於稀疏和原聲流行音樂趨勢 。《Gigwise》的傑西·阿特金森 (Jesse Atkinson) 稱這張專輯的製作非凡，欣賞其對音樂流派的詮釋。《雪梨晨鋒報》的 Giselle Au-Nhien Nguyen 認為這張專輯是一張有凝聚力的、「揭示和有益的聆聽體驗」，通過比莉的「酸性」傳遞增強了 。在卡爾·威爾遜在《偏鋒》的評論中，他喜歡比莉在《怪樂的不得了》中表現出的音樂和抒情成熟度。《紐約時報》的Lindsay Zoladz認為這張專輯「專注於私人知識和公共知識之間的緊張關係，一位社群媒體時代的流行歌星在思考她欠觀眾多少坦誠（如果有的話）」。
一些評論批評《怪樂的不得了》。《獨立報》的 Alexandra Pollard 評論這張專輯「充滿了我們大多數人不必面對的事情」，但比莉通過「有見地」的歌曲將它們變成了相關的故事。她批評了〈激素〉和〈黃金翅膀〉這兩個曲目的虛偽。在褒貶不一的評論中，《The Line of Best Fit》的Matthew Kent讚揚了比莉的歌詞和菲尼亞斯的製作，但認為這張專輯不是那麼獨特的作品，其曲目「經常相互模糊」。儘管《前音後果》的Mary Siroky總體評價熱情，但她也同意這張專輯可能與聲音模糊的歌曲過於緊密。《影音俱樂部》的Alex McLevy覺得《怪樂的不得了》的曲目太多了，開始時勢不可擋，但在後半場開始動搖。

## 商業成績
比莉憑藉超過 102.8 萬張《怪樂的不得了》的預購量，重新刷新了Apple Music記錄，成為該平台歷史上預購量最多的專輯，直至2021年10月29日才被愛黛兒的30刷新紀錄。

### 美國
《怪樂的不得了》為比莉在美國的第二張冠軍專輯。它以238,000個單位空降告示牌二百大專輯榜榜首，是2021年第五高單週積分的專輯。在238,000個單位中，純銷售佔153,000份，是2021年第三高單週銷售的專輯，其中84,000個單位的串流分由專輯在第一週收到的1億1387萬串流量。統計數據還包括同一週發貨的 73,000 張黑膠唱片，這是舒爾金評定量表數據歷史上第二高單週黑膠唱片銷售，僅次於泰勒絲的《恆久傳說》。
這張專輯進榜前三週皆在告示牌二百大專輯榜冠軍，成為繼泰勒絲的《美麗傳說》以來第一張女性專輯達成此目標，也是繼美國歌手摩根·沃倫的《Dangerous: The Double Album》之後，2021年第二張專輯達成此目標，專輯中的九首歌曲同時登上了的告示牌百大單曲榜 ，而它的所有曲目都登上了告示牌熱門搖滾歌曲榜，其中主打曲〈怪樂的不得了〉空降榜首。

### 其它地區
在英國，這張專輯以39,000張的銷量在英國專輯排行榜上排名第一，是比莉在該國的第二張冠軍專輯。憑藉超過9,500張黑膠唱片銷量，《怪樂的不得了》成為英國女性藝術家千禧年銷量第三快的黑膠唱片。這張專輯在德國的GfK娛樂榜單中空降冠軍，是比莉在德國的第一張專輯。它使她的首張專輯黯然失色，後者排名第三。
在澳大利亞，這張專輯登上了ARIA專輯榜的榜首，這是她在該國的第二張冠軍專輯，並且同時五首歌曲首次登上了ARIA單曲榜；專輯的五首先行單曲都曾上榜 。《怪樂的不得了》以 14,695 張銷量進入法國SNEP專輯榜第一，成為她的第一張法國冠軍專輯。

## 歌曲列表
| 《怪樂的不得了》歌曲列表 | 《怪樂的不得了》歌曲列表             | 《怪樂的不得了》歌曲列表 |
| 曲序                     | 曲目                                 | 时长                     |
| ------------------------ | ------------------------------------ | ------------------------ |
| 1.                       | 長大 Getting Older                   | 4:04                     |
| 2.                       | 我沒換號碼 I Didn't Change My Number | 2:38                     |
| 3.                       | 比莉巴莎諾瓦 Billie Bossa Nova       | 3:16                     |
| 4.                       | 我的未來 My Future                   | 3:30                     |
| 5.                       | 激素 Oxytocin                        | 3:30                     |
| 6.                       | 黃金翅膀 Goldwing                    | 2:31                     |
| 7.                       | 無可救藥 Lost Cause                  | 3:32                     |
| 8.                       | 哈雷彗星 Halley's Comet              | 3:54                     |
| 9.                       | 不干我的事 Not My Responsibility     | 3:47                     |
| 10.                      | 過熱 Overheated                      | 3:34                     |
| 11.                      | 無人倖免 Everybody Dies              | 3:26                     |
| 12.                      | 你的權力 Your Power                  | 4:05                     |
| 13.                      | 保密協議 NDA                         | 3:15                     |
| 14.                      | 我思故我在 Therefore I Am            | 2:53                     |
| 15.                      | 怪樂的不得了 Happier Than Ever       | 4:58                     |
| 16.                      | 男性幻想 Male Fantasy                | 3:14                     |
| 总时长：                 | 总时长：                             | 56:07                    |

### 備註
- 〈我的未來〉與〈黃金翅膀〉分別以全部小寫跟全部大寫的形式拼寫[78]。
- 〈Overheated〉拼寫為〈OverHeated〉[78]。

## 製作團隊
- 比莉·艾莉許 – 聲樂、工程
- 菲尼亞斯 – 製作、工程、聲樂安排(所有曲目)、貝斯(1–5, 8–11, 15)、鼓點(1–15)、鋼琴(1, 3, 8)、合成器(1–5, 7–13, 15, 16)、背景聲樂(2, 7)、電吉他(3, 4, 8, 15)、編程(4, 15)、合成器貝斯(4, 6, 7, 12, 13)、沃利策電鋼琴(4, 16)、打擊樂器(5, 6, 12, 13, 15)、原聲吉他(7, 12, 16)、磁帶鋼琴、羅德鋼琴(11)、尼龍弦吉他(15)
- 大衛・庫奇 – 母帶(1–3, 5–16)
- 約翰‧格林漢姆 – 母帶(4)
- 羅布‧肯奈爾斯基 – 混音

## 榜單
| 各國榜單(2021)                            | 最高 名次 |
| ----------------------------------------- | --------- |
| 澳大利亞（ARIA專輯榜）                    | 1         |
| 奧地利（奧地利Ö3專輯榜）                  | 1         |
| 比利時法蘭德斯（Ultratop專輯榜）          | 1         |
| 比利時瓦隆（Ultratop專輯榜）              | 1         |
| 加拿大（《告示牌》Canadian Albums Chart） | 1         |
| 捷克（ČNS IFPI專輯榜）                    | 2         |
| 克羅埃西亞 (HDU專輯榜)                    | 1         |
| 丹麥（Hitlisten專輯榜）                   | 1         |
| 荷蘭（MegaCharts專輯榜）                  | 1         |
| 芬蘭（Suomen virallinen lista專輯榜）     | 1         |
| 法國（SNEP專輯榜）                        | 1         |
| 德國（Offizielle Top 100專輯榜）          | 1         |
| 匈牙利（MAHASZ專輯榜）                    | 28        |
| 愛爾蘭（IRMA專輯榜）                      | 1         |
| 義大利（FIMI專輯榜）                      | 1         |
| 日本 (Billboard Japan熱門專輯榜)          | 15        |
| 日本（Oricon專輯榜）                      | 17        |
| 立陶宛 (AGATA專輯榜)                      | 1         |
| 紐西蘭（RMNZ專輯榜）                      | 1         |
| 挪威（VG-lista專輯榜）                    | 1         |
| 波蘭（ZPAV專輯榜）                        | 1         |
| 葡萄牙（AFP專輯榜）                       | 1         |
| 蘇格蘭（OCC專輯榜）                       | 1         |
| 斯洛伐克 (ČNS IFPI專輯榜)                 | 2         |
| 西班牙（PROMUSICAE專輯榜）                | 1         |
| 瑞典（Sverigetopplistan專輯榜）           | 1         |
| 瑞士（Schweizer Hitparade專輯榜）         | 1         |
| 英國（OCC專輯榜）                         | 1         |
| 美国（《告示牌》200）                     | 1         |
| 美國（《告示牌》Top Alternative Albums）  | 1         |

## 認證
| 地區                   | 认证 | 认证单位/销量 |
| ---------------------- | ---- | ------------- |
| 英国（英国唱片业协会） | 银   | 60,000‡       |
| ‡僅含認證的+實際銷量   |      |               |

## 發行歷史
| 地區 | 日期          | 形式                                     | 廠牌        | 來源            |
| ---- | ------------- | ---------------------------------------- | ----------- | --------------- |
| 多國 | 2021年7月30日 | 卡式录音带 CD 線上下載 串流媒體 黑膠唱片 | 黑房 新視鏡 | [ 110 ] [ 111 ] |

## 資料來源
1. 1 2 3  Aswad, Jem. . Variety. 2021-04-27  [2021-04-27]. （原始内容存档于2021-04-27）.
2. ↑  Curto, Justin. . Vulture.com. 2021-04-28  [2021-04-30]. （原始内容存档于2021-05-12）.
3. ↑  . 五大唱片.   [2021-07-27].[]
4. 1 2 3 4  Caulfield, Keith. . Billboard. 2019-04-07  [2019-04-08]. （原始内容存档于2019-04-08）.
5. ↑  . Recording Industry Association of America.   [2021-04-27]. （原始内容存档于2021-02-02）.
6. ↑  Caulfield, Keith. . Billboard. 2020-01-27  [2020-01-29]. （原始内容存档于2020-01-28）.
7. 1 2  . Billboard.   [2020-02-27]. （原始内容存档于2020-02-15）.
8. ↑  Lipshutz, Jason. . Billboard. 2021-03-14  [2021-04-29]. （原始内容存档于2021-05-04）.
9. ↑  Iasimone, Ashley. . Billboard. 2020-01-19  [2021-04-27]. （原始内容存档于2021-04-27）.
10. ↑  Peacock, Tim. . UDiscover Music. 2020-03-16  [2021-04-27]. （原始内容存档于2021-01-22）.
11. ↑  Antifos, Rania. . Billboard. 2020-11-09  [2020-11-09]. （原始内容存档于2021-06-16）.
12. ↑  Trust, Gary. . Billboard. 2020-08-10  [2020-08-10]. （原始内容存档于2020-08-15）.
13. ↑  Krol, Charlotte. . NME. 2021-01-25  [2021-04-27]. （原始内容存档于2021-02-03）.
14. ↑  Triscari, Caleb. . NME. 2021-02-01  [2021-04-27]. （原始内容存档于2021-04-26）.
15. ↑  Aubrey, Elizabeth. . NME. 2021-04-26  [2021-04-26]. （原始内容存档于2021-04-26）.
16. ↑  Strauss, Matthew. . Pitchfork. 2021-04-26  [2021-04-26]. （原始内容存档于2021-04-26）.
17. ↑  Reilly, Nick. . NME. 2021-04-27  [2021-04-27]. （原始内容存档于2021-07-31）.
18. ↑  Blanchet, Brenton. . Complex Networks（英语：Complex Networks）. 2021-04-27  [2021-04-27]. （原始内容存档于2021-04-28）.
19. ↑   [Billie Eilish, the new album is titled 'Happier Than Ever' and will be out soon]. Rolling Stone Italy. 2021-04-27  [2021-04-27]. （原始内容存档于2021-04-28）.
20. ↑  Mamo, Heran. . Billboard. 2021-04-28  [2021-04-28]. （原始内容存档于2021-04-28）.
21. ↑  Kenneally, Cerys. . The Line of Best Fit. 2021-06-01  [2021-06-01]. （原始内容存档于2021-06-01）.
22. ↑  Kenneally, Cerys. . The Line of Best Fit. 2021-07-02  [2021-07-02]. （原始内容存档于2021-07-02）.
23. ↑  Eilish, Billie [@billieeilish]. . 2021-07-29  [2021-07-30] –Instagram.
24. 1 2 3 4 5 6 7  Spanos, Brittany. . Rolling Stone. 2021-06-17  [2021-07-21]. （原始内容存档于2021-07-19）.
25. ↑   [Q&A session for Happier Than Ever]. insta-stories.com. 2021-08-10  [2021-08-10]. （原始内容存档于2021-08-10）.
26. 1 2 3 4  Eilish, Billie. . 2021-07-21  [2021-07-21]. （原始内容存档于2021-07-20） –YouTube.
27. ↑  Mier, Tomás. . 人物. 2021-07-22  [2021-07-25]. （原始内容存档于2021-07-24）.
28. ↑  Ahmed, Insanul. . Genius. 2021-06-17  [2021-07-21]. （原始内容存档于2021-07-21）.
29. 1 2 3  Kaufman, Gil. . Billboard. 2021-06-09  [2021-07-21]. （原始内容存档于2021-07-31）.
30. ↑  McLevy, Alex. . The A.V. Club. 2021-07-30  [2021-07-31]. （原始内容存档于2021-07-30）.
31. ↑  Amen, John. . PopMatters.   [2021-08-02]. （原始内容存档于2021-08-02） （美国英语）.
32. ↑  Sentz, Tim. . beatsperminute.com. 2021-08-04  [2021-08-23]. （原始内容存档于2021-08-25） （美国英语）.
33. 1 2  . Contactmusic.com. 2021-07-30  [2021-08-23]. （原始内容存档于2021-09-10）.
34. 1 2  Freidman, Jason. . Paste. 2021-08-02  [2021-08-03]. （原始内容存档于2021-08-04） （英语）.
35. ↑  Zhang, Cat. . Pitchfork. 2021-07-30  [2021-07-31]. （原始内容存档于2021-07-31） （美国英语）.
36. ↑  Template:Cite mag
37. 1 2 3  McLevy, Alex. . The A.V. Club. 2021-08-04  [2021-08-04]. （原始内容存档于2021-08-14） （美国英语）.
38. 1 2 3 4  . RIFF Magazine. 2021-07-30  [2021-07-30]. （原始内容存档于2021-07-30） （美国英语）.
39. ↑  Lee, Anna Grace. . Esquire. 2021-05-03  [2021-07-30]. （原始内容存档于2021-07-30） （美国英语）.
40. ↑  . E! Online. 2020-11-13  [2021-07-30]. （原始内容存档于2020-11-13）.
41. 1 2  Leah, Greenblatt. . Entertainment Weekly. 2021-07-31  [2021-07-31]. （原始内容存档于2021-07-30）.
42. ↑  Haylock, Zoe. . Vulture. 2021-07-22  [2021-07-25]. （原始内容存档于2021-07-25）.
43. ↑  Moore, Sam. . NME. 2021-07-26  [2021-07-28]. （原始内容存档于2021-07-27）.
44. ↑  Brandle, Lars. . Billboard. 2021-07-27  [2021-07-28]. （原始内容存档于2021-07-27）.
45. ↑  Nast, Condé. . Pitchfork. 2021-08-10  [2021-08-11]. （原始内容存档于2021-08-11） （美国英语）.
46. ↑  . AnyDecentMusic?.   [2021-08-07]. （原始内容存档于2021-07-30）.
47. 1 2  . Metacritic.   [2021-08-05]. （原始内容存档于2021-07-30）.
48. ↑  Yeung, Neil Z. . AllMusic. 2021-07-30  [2021-08-03]. （原始内容存档于2021-08-08）.
49. ↑  Wright, Lisa. . DIY.   [2021-08-03]. （原始内容存档于2021-08-14）.
50. 1 2  Petridis, Alexis. . The Guardian. 2021-07-30  [2021-07-29]. （原始内容存档于2021-07-29）.
51. 1 2  Pollard, Alexandra. . The Independent. 2021-07-30  [2021-07-30]. （原始内容存档于2021-07-30） （英语）.
52. 1 2  Kent, Matthew. . The Line of Best Fit. 2021-07-30  [2021-07-30]. （原始内容存档于2021-07-30） （英语）.
53. 1 2  Hunt, El. . NME. 2021-07-30  [2021-07-29]. （原始内容存档于2021-07-29）.
54. ↑  Moreland, Quinn. . Pitchfork. 2021-08-02  [2021-08-02]. （原始内容存档于2021-08-08）.
55. 1 2  Sheffield, Rob. . Rolling Stone. 2021-08-02  [2021-08-03]. （原始内容存档于2021-08-11） （美国英语）.
56. ↑  . BBC News. 2021-07-30  [2021-07-30]. （原始内容存档于2021-07-30） （英国英语）.
57. ↑  Cinquemani, Sal. . Slant Magazine. 2021-07-29  [2021-07-29]. （原始内容存档于2021-07-29）.
58. ↑  McCormick, Neil. . The Daily Telegraph. 2021-07-30  [2021-07-29]. （原始内容存档于2021-07-29）.
59. ↑  Bruton, Louis. . The Irish Times. 2021-07-30  [2021-07-30]. （原始内容存档于2021-07-30） （英语）.
60. ↑  Smyth, David. . Standard.co.uk. 2021-07-30  [2021-07-30]. （原始内容存档于2021-07-30） （英语）.
61. ↑  Murray, Robin. . Clash Magazine. 2021-07-30  [2021-07-30]. （原始内容存档于2021-07-30） （英语）.
62. ↑  Willman, Chris. . Variety. 2021-07-30  [2021-07-30]. （原始内容存档于2021-07-30） （美国英语）.
63. ↑  Carson, Sarah. . inews. 2021-07-29  [2021-07-30]. （原始内容存档于2021-07-31） （英语）.
64. ↑  Atkinson, Jesse. . Gigwise. 2021-07-30  [2021-07-30]. （原始内容存档于2021-07-30）.
65. ↑  Nguyen, Giselle Au-Nhien. . The Sydney Morning Herald. 2021-07-30  [2021-07-30]. （原始内容存档于2021-07-30） （英语）.
66. ↑  Wilson, Carl. . Slate Magazine. 2021-07-30  [2021-07-30]. （原始内容存档于2021-07-30） （英语）.
67. ↑  Zoladz, Lindsay. . The New York Times. 2021-08-02  [2021-08-03]. （原始内容存档于2021-08-02） （美国英语）.
68. ↑  Siroky, Mary. . Consequence. 2021-07-30  [2021-07-30]. （原始内容存档于2021-07-30） （美国英语）.
69. ↑  . 1057thepoint.com. ABC News. 2021-07-26  [2021-07-28]. （原始内容存档于2021-07-28）.
70. ↑  Lowe, Zane. . Apple Music.   [2021-07-15]. （原始内容存档于2021-07-28）.
71. ↑  Caulfield, Keith. . Billboard. 2021-08-22  [2021-08-23]. （原始内容存档于2021-08-25） （英语）.
72. ↑  . Billboard.   [2021-08-11]. （原始内容存档于2021-08-20） （英语）.
73. ↑  . Billboard.   [2021-08-11]. （原始内容存档于2021-08-17） （英语）.
74. ↑  . Official Charts Company. 2021-08-06  [2021-08-07]. （原始内容存档于2021-08-06）.
75. ↑   [Billie Eilish is happy at number one in the Official German Charts]. GfK Entertainment charts. 2021-08-06  [2021-08-06]. （原始内容存档于2021-08-06） （德语）.
76. ↑  . Billboard.   [2021-08-11]. （原始内容存档于2021-08-18） （英语）.
77. 1 2  . www.aria.com.au.   [2021-08-11]. （原始内容存档于2021-08-09） （英语）.
78. 1 2 3  . Apple Music.   [2021-04-27]. （原始内容存档于2021-04-28）.
79. ↑  "Billie Eilish – Happier Than Ever". Australiancharts.com. Hung Medien.
80. ↑  "Billie Eilish - Happier Than Ever" (in German). Austriancharts.at. Hung Medien.
81. ↑  "Billie Eilish – Happier Than Ever" (in Dutch). Ultratop.be. Hung Medien.
82. ↑  "Billie Eilish – Happier Than Ever" (in French). Ultratop.be. Hung Medien.
83. ↑  "Billie Eilish Chart History (Canadian Albums)". Billboard.  Retrieved 2021-08-10.
84. ↑  "Top 50 Prodejní". Czech Albums. ČNS IFPI. Note: On the chart page, select 202131 on the field besides the word "Zobrazit", and then click over the word to retrieve the correct chart data.
85. ↑  . HDU.   [2021-08-19]. （原始内容存档于2021-08-23） （克罗地亚语）.
86. ↑  "Danishcharts.dk – Billie Eilish – Happier Than Ever". Hung Medien.  Retrieved 2021-08-11.
87. ↑  "Billie Eilish – Happier Than Ever" (in Dutch). Dutchcharts.nl. Hung Medien.
88. ↑  "Billie Eilish: Happier Than Ever" (in Finnish). Musiikkituottajat.  Retrieved 2021-08-14.
89. ↑  "Billie Eilish – Happier Than Ever". Lescharts.com. Hung Medien.
90. ↑  "Offiziellecharts.de – Billie Eilish – Happier Than Ever" (in German). GfK Entertainment Charts.
91. ↑  "Archívum – Slágerlisták – MAHASZ – Magyar Hangfelvétel-kiadók Szövetsége". Mahasz.hu. LightMedia.
92. ↑  "Official Irish Albums Chart Top 50". Official Charts Company.  2021-08-06.
93. ↑  "Billie Eilish – Happier Than Ever". Italiancharts.com. Hung Medien.
94. ↑  . Billboard Japan.   [2021-08-04]. （原始内容存档于2021-08-05） （日语）.
95. ↑  "Oricon Top 50 Albums: 2021-08-09" (in Japanese). Oricon.  Retrieved 2021-08-04.
96. ↑  . AGATA. 2021-08-06  [2021-08-06]. （原始内容存档于2021-08-06） （立陶宛语）.
97. ↑  "Charts.nz – Billie Eilish – Happier Than Ever". Hung Medien.  Retrieved 2021-08-11.
98. ↑  "Billie Eilish – Happier Than Ever". Norwegiancharts.com. Hung Medien.
99. ↑  "Oficjalna lista sprzedaży :: OLIS - Official Retail Sales Chart". OLiS. Polish Society of the Phonographic Industry.
100. ↑  "Billie Eilish – Happier Than Ever". Portuguesecharts.com. Hung Medien.
101. ↑  "Official Scottish Albums Chart Top 100". Official Charts Company.  Retrieved 2021-08-06.
102. ↑  . International Federation of the Phonographic Industry.   [2021-08-09]. （原始内容存档于2019-05-06） （捷克语）.
103. ↑  "Billie Eilish – Happier Than Ever". Spanishcharts.com. Hung Medien.
104. ↑  "Billie Eilish – Happier Than Ever". Swedishcharts.com. Hung Medien.
105. ↑  "Billie Eilish – Happier Than Ever". Swisscharts.com. Hung Medien.
106. ↑  "Official Albums Chart Top 100". Official Charts Company.  Retrieved 2021-08-06.
107. ↑  "Billie Eilish Chart History (Billboard 200)". Billboard.  Retrieved 2021-08-10.
108. ↑  "Billie Eilish Album & Song Chart History" Billboard Top Alternative Albums for Billie Eilish. Prometheus Global Media.
109. ↑  . British Phonographic Industry.   [2021-08-20] （英语）.
110. ↑  . Shopuk.billieeilish.com.   [2021-04-27]. （原始内容存档于2021-04-28）.
111. ↑  . Shopuk.billieeilish.com.   [2021-04-27]. （原始内容存档于2021-04-28）.